# Chorizopes pateli
Chorizopes pateli – gatunek pająka z rodziny krzyżakowatych.
Gatunek ten opisany został po raz pierwszy w 1993 roku przez T.S. Reddy’ego i B.H. Patela na łamach czasopisma „Entomon”. Jako miejsce typowe wskazano Narasaraopetę w dystrykcie Guntur w stanie Andhra Pradesh w Indiach.
Pająk ten osiąga 5,3 mm długości ciała przy karapaksie długości 2,3 mm i szerokości 1,7 mm oraz opistosomie (odwłoku) długości 3,5 mm i szerokości 3,55 mm. Karapaks jest czarny, biało owłosiony, na przedzie zwężony i z silnie wyniesioną częścią głowową, zaopatrzoną w ośmioro oczu rozmieszczonych w dwóch szeregach. Oczy par bocznych leżą bardziej z tyłu niż par środkowych tego samego szeregu. Oczy par środkowych rozmieszczone są na planie nieco szerszego na przedzie i niemal tak szerokiego jak długiego trapezu. Szczękoczułki są ciemnobrązowo-żółtawe, zaopatrzone w trzy zęby na przedniej i jeden na tylnej krawędzi rowka. Warga dolna jest tak długa jak szeroka, ciemnobrązowa z rozjaśnioną krawędzią odsiebną. Szczęki są szerokie, brązowe z jaśniejszymi wierzchołkami. Sercowate ze spiczastym tyłem sternum jest czarne. Odnóża są żółtawe z ciemnym obrączkowaniem wszystkich członów. Opistosoma jest z wierzchu szarawa z czarnymi i żółtawymi łatami, od spodu zaś brudnobrązowa z żółtawym tyłem. Występują na niej para guzków przednich śródgrzbietowych, trzy pary guzków bocznych oraz para szerokich, trójkątnych wyrostków ogonowych. Płytka płciowa samicy odznacza się krótkim, zaokrąglonym trzonkiem.
Pajęczak orientalny, endemiczny dla Indii, znany tylko ze stanu Andhra Pradesh.